# Arhopala suedas
Arhopala suedas är en fjärilsart som beskrevs av Corbet 1941. Arhopala suedas ingår i släktet Arhopala och familjen juvelvingar. Inga underarter finns listade i Catalogue of Life.